# Dhimitër Xhuvani
Dhimitër Xhuvani (ur. 23 maja 1934 w Pogradcu, zm. 19 października 2009 w Tiranie) – albański prozaik i scenarzysta filmowy. Syn nauczyciela Kostaqa Xhuvaniego, ojciec reżysera Gjergjego Xhuvaniego.

## Życiorys
Pod koniec II wojny światowej wraz z rodziną uciekł z Pogradca i przeniósł się do wsi Mokër, a następnie do Elbasanu. W 1953 ukończył szkołę medyczną i przez rok pracował w szpitalach w Gramshu, Librazhdzie i w Cërriku. W tym czasie zaczął pisać pierwsze opowiadania, publikując je w prasie młodzieżowej. Po wydaniu w 1959 pierwszego zbioru opowiadań Kambana e fundit (Ostatni dzwon) rozpoczął naukę na Fakultecie Historyczno-Filologicznym w Tiranie, a następnie w Instytucie Gorkiego w Moskwie.
W efekcie kryzysu w stosunkach albańsko-radzieckich, w 1961 Xhuvani wrócił z Moskwy i podjął pracę dziennikarza w piśmie Drita (Światło). W 1966 wydał swoją pierwszą powieść Tunel, za którą został skrytykowany przez władze partyjne i poddany represjom. Wyrzucony z redakcji przez kilka lat pracował jako robotnik budowlany w zakładach w Cërriku. „Zrehabilitował” się w 1970 kolejną powieścią Përsëri në këmbë (Znowu na nogach), która zdobyła pierwszą nagrodę w konkursie literackim. W tym samym roku rozpoczął współpracę ze Studiem Filmowym Nowa Albania (alb. Kinostudio Shqipëria e Re), dla którego pisał scenariusze. Na początku lat 90. XX w. objął funkcję dyrektora Teatru Narodowego w Tiranie (Teatri Kombetar). Był autorem 15 scenariuszy filmowych i ponad 50 utworów literackich (powieści, zbiorów opowiadań i dramatów).
Za swoją twórczość został uhonorowany Orderem Naima Frashëriego i nagrodą państwową. Imię pisarza nosi jedna z ulic w Elbasanie.

## Powieści
- 1958: Kambanat e fundit
- 1962: Midis dy netëve
- 1966: Tuneli (Tunel)
- 1970: Përsëri në këmbë (Znowu na nogach)
- 1971: Fan Smajli
- 1975: Zgjimi i Nebi Surelit (Przebudzenie Nebiego Sureli)
- 1976: Shtegu i bardhë (Biała ścieżka)
- 1979: Do të jetojmë ndryshe (Będziemy inaczej żyć)
- 1980: Vdekja e zotit Kalotit (Śmierć pana Kalotiego)
- 1983: Shpirtin nuk e shes (Dusza nie jest na sprzedaż)
- 1984: Bota ime (Mój świat)
- 1989: Dhimbja e dritës (Ból światła)
- 1990: E nesermja e nje gruaja (Pojutrze i pewna kobieta)
- 1992: I dielë pas vdekjes (Niedziela po śmierci)
- 1996: Kryqezimi i dyte i Krishtit (Drugie ukrzyżowanie Chrystusa)
- 2007: Dashuri e harruar (Zapomniana miłość)

## Opowiadania
- 1996: Këmbana e thyer e Kremlinit: tregime

## Dramaty
- 1976: Shtepia e vreshanajve
- 1982: Ne prag te jetës (U progu życia)
- 1985: Një jetë (Życie)
- 1989: Per pak toke e nje grua (Dla kawałka ziemi i jednej kobiety)

## Scenariusze filmowe
- 1970: Montatorja
- 1971: Mengjeze lufte
- 1973: Brazdat
- 1975: Rrugicat, qe kerkonin diell
- 1979: Përtej mureve te gurta
- 1983: Koha nuk pret
- 1985: Melodi i panderprere
- 1994: Dashuria e fundit
- 1999: Funeral business
- 2004: I dashur armik

## Literatura dziecięca
- 1995: Përralla për fëmijë pleq